# Bojār Sar
Bojār Sar (persiska: بجار سر, Bījār Sar) är en ort i Iran.   Den ligger i provinsen Gilan, i den nordvästra delen av landet, 240 km nordväst om huvudstaden Teheran. Bojār Sar ligger 87 meter över havet och antalet invånare är 512.
Terrängen runt Bojār Sar är varierad.Runt Bojār Sar är det ganska tätbefolkat, med 111 invånare per kvadratkilometer. Närmaste större samhälle är Fūman, 17,5 km norr om Bojār Sar. I omgivningarna runt Bojār Sar växer i huvudsak blandskog.